# 奧克羅斯區 (瓦曼加省)
13°23′30″S 73°55′05″W / 13.3916°S 73.9180°W
奧克羅斯區（西班牙語：Distrito de Ocros），是秘魯的一個區，位於該國中南部阿亞庫喬大區的瓦曼加省，始建於1936年7月15日，面積194.7平方公里，海拔高度3,125米，2005年人口5,853，人口密度每平方公里30人。